# 심수관
심수관(沈壽官)은 1598년 정유재란 때 조선에서 일본으로 납치된 심당길(沈當吉)의 후손으로 제12대 심수관(1835년 ~ 1906년) 이후의 역대 도예가를 말한다.
본관은 청송(靑松)이고 가고시마현 히오키시 나에시로가와(苗代川, 현재의 히가시이치키 정 미야마)에서 지금까지 사쓰마 야키(사쓰마 자기, 사쓰마 도기, 薩摩焼)라고 하는 도자기를 만들며 일본 도예계를 이끌고 있다.

## 가계

### 고려
- 1세 심홍부 - 위위시승
- 2세 심연 - 합문지후
- 3세 심용 - 전리정랑 증 문하시중
- 4세 심덕부 - 문하시중

### 조선
- 4세 심덕부 - 좌정승
- 5세 심온 - 영의정
- 6세 심회 - 영의정
- 7세 심원 - 내자시 판관 증 좌찬성
- 8세 심순문 - 사헌부 장령 증 영의정
- 9세 심달원 - 승문원 판교 증 이조판서
- 10세 심수 - 곡산군수 증 호조판서
- 11세 심우인
- 12세 심찬 - 일본 예명 : 심당길

### 일본
- 초대 심당길(沈當吉, 사무라이) - 조선 본명 : 심찬
- 2대 심당수(沈當壽, 사무라이)
- 3대 심도길(沈陶吉, 사무라이)
- 4대 심도원(沈陶園, 사무라이)
- 5대 심당길(沈當吉, 사무라이) 2세
- 6대 심당관(沈當官, 사무라이)
- 7대 심당수(沈當壽, 사무라이) 2세
- 8대 심당원(沈當園, 사무라이)
- 9대 심당영(沈當榮, 사무라이)
- 10대 심당진(沈當珍, 사무라이)
- 11대 심수장(沈壽蔵, 사무라이)
- 12대 심수관(沈壽官) - 1868년 메이지 유신으로 사무라이 막부제 폐지
- 13대 심수관(沈壽官) 2세 - 본명은 심 마사히코(沈正彦)
- 14대 심수관(沈壽官) 3세 - 본명은 오오사코 게이키치(大迫恵吉) · 한국명은 심혜길
- 15대 심수관(沈壽官) 4세 - 본명은 오오사코 가즈테루(大迫一輝) · 한국명은 심일휘

## 약력

### 시조 심당길
1598년 정유재란 때 사쓰마국 번주 시마즈 요시히로가 남원성에서 심당길 등을 납치하여 사쓰마국으로 데려왔다.
1599년 심당길 등은 조선식 가마를 만들어 도자기를 생산하였으나 현지 주민과 언어가 통하지 않아 자주 마찰이 생겼다.
1603년 심당길 등은 와오키 군(日置郡) 나에시로가와로 이주했다.
1604년부터 심당길 등은 조선식 가마를 만들어 구로몬[黑物]이라는 조선 분황사기 비슷한 것을 만들었다. 또 그해, 나에시로가와에 옥산궁(玉山宮)을 지어 단군(檀君)을 모시고, 음력 8월 15일이면 마을사람들과 함께 조국을 향해 제사지냈다. 이 마을 사람들은 메이지[明治] 시대까지 한복을 입었고 한국말을 하였으며 결혼도 한국인끼리만 하였다. 도자기의 중요성을 아는 규슈 사쓰마번의 영주(領主) 시마즈는 심당길 등 이 마을 도공(陶工)들에게 사무라이[武士, 조선의 양반 관료] 대우를 하였다.
1614년 심당길 등은 시로사쓰마[白薩摩] (시로몬[白物])를 생산하였다.
1615년 박평의(朴平意)와 함께 어용(御用)도자기처의 총책임자 (어용도자기처의 장관)가 되어 1628년까지 종사하면서 《나에시로가와 히바카리차완[苗代川火計り刀茶碗]》이라는 작품을 남겼다.
심당길의 자손은 현재 15대 심수관에 이르도록 사쓰마도기를 주도하고 있다.

### 2대 심당수
심당길의 아들 심당수(沈當壽)도 1628년 ~ 1648년까지 어용(御用)도자기처의 총책임자(장관)로 있었다.

### 3대 심도길
3대 심도길(沈陶吉)은 사쓰마번(가고시마현) 도자기 제작 총책임을 맡을 만큼 기술을 인정받았다.

### 6대 심당관 · 7대 심당수 2세 · 8대 심당원
6대 심당관(沈當官) · 7대 심당수 2세(沈當壽 II) · 8대 심당원(沈當園)은 모두 사쓰마번(가고시마현) 도공 최고 지위에 올랐다.

### 12대 심수관
심수관(沈壽官)이라는 이름은 12대부터 사용하였는데, 12대 심수관(심수관 1세)은 개인 가마 심수관요(沈壽官窯)를 제작해 사쓰마 도자기를 탄생시켰다.
1857년부터 번립 백자공장(藩立 白瓷工場)의 총책임자로 사쓰마도기 발전에 힘썼다.
1873년 오스트리아 빈 만국박람회에 출품한 대형 도자기(크기 180cm의 대화병 한쌍)가 정교한 기술과 색감으로 예술성을 인정받으면서 세계의 주목을 받으며 국제적으로 이름을 널리 알리기 시작했다. 특히, 대화병 한쌍을 출품하여 서구세계에 사쓰마도기의 수출이 시작되어 ‘사쓰마웨어’라는 이름은 일본도자기의 대명사가 될만큼 유명해졌다. 대화병 한쌍은 일본 국보로 지정되었다.
1893년 미국 시카고 콜럼버스 만국박람회에서 동상을 받았다.
1900년 프랑스 파리 1900년 만국 박람회에서 동상을 받았다.
1901년 시조 심당길이 창시한 시로사쓰마[白薩摩]의 스카시보리[透彫]를 개발한 공로로, 일본정부로부터 료쿠주호쇼[綠綬褒章] 작위를 수여받았다.
1904년 미국 세인트루이스 만국박람회에서 은상을 받았다.

### 13대 심수관
12대 심수관이 위와 같이 국제적 명성을 얻으면서 13대부터는 본명 대신 선대 이름인 심수관(沈壽官)을 이어쓰고 있다.
13대 심수관(심수관 2세)은 일본 교토대학교 법학부를 졸업한 뒤에도 도공의 삶을 이어갔다.
13대 심수관은 가고시마현 무형문화재로 지정되었다.

### 14대 심수관
14대 심수관(심수관 3세)은 일본 와세다대학교 정경학부를 졸업했다.
1989년 노태우 대통령 때, 대한민국 명예 총영사에 임명되었다.
1998년 남원도자기 일본 전래 400주년을 맞아 남원시에서 불씨를 가져갔으며, 그 불씨로 구운 첫 도자기를 남원시에 기탁했다.
1999년 김대중 대통령 때, 대한민국 은관 문화훈장을 수여받았다.
2001년 대한민국 원광대학교 문학 명예 박사학위를 받았다.
2004년 노무현 대통령이 직접 심수관요(沈壽官窯)를 방문하였다.
2008년 대한민국 전라북도 남원시 명예 시민이 되었다.
일본 도자기명가 심수관(沈壽官) 가문의 제14대 심수관(본명 오사코 게이키치·大迫惠吉)이 16일 폐암으로 별세했다고 현지 언론들이 17일 보도했다. 향년 92세.
그는 1598년 정유재란 때 조선에서 끌려온 심당길의 14대손이다. 심수관 가(家)는 사쓰마(현 가고시마)번에 소속돼 사족(士族·사무라이) 대접을 받으며 대대손손 도자기를 빚어왔다. 400여 년 간 심수관가가 빚어온 ‘사쓰마야키(薩摩燒)’는 일본 도자기의 대명사가 됐다. 가고시마현 전통의 유리세공을 배워 투명감을 낳는 새로운 기법도 탄생시켰다고 요미우리신문은 평가했다.
메이지유신 때 가업을 빛낸 12대 심수관의 업적을 기려 이후 자손들이 그 이름을 계승하고 있다. 고인은 1964년 14대 심수관이 됐다. 1999년 장남 가즈데루(一輝) 씨를 15대 심수관으로 습명(襲名·선대의 이름을 계승)했다.
고인은 와세다대 정경학부를 졸업했다. 한일 간 문화교류에 힘을 쏟아 1989년 한국 정부로부터 명예총영사라는 직함을 얻었고, 1999년 은관문화훈장도 받았다. 2008년에는 고향 전북 남원의 명예시민이 됐다. 아사히신문은 “고인은 사쓰마야키를 통해 한일 문화의 가교 역할을 적극 담당했다”고 전했다.
고인은 조선 도공의 망향을 다룬 시바 료타로(司馬遼太郞)의 1964년 작 소설 ‘고향을 어찌 잊으리’를 통해 일본 내에서도 널리 알려졌다. 그는 소설의 주인공이었다.
동아일보가 2017년 11월 고인을 인터뷰했을 때 그는 부친의 유언을 지킨 것을 자랑스럽게 이야기했다. 아버지 13대는 교토(京都)대 법학부를 졸업한 뒤 도공의 삶을 이어갔다. 아버지가 1964년 세상을 뜨며 남긴 유언은 “1998년이면 이곳에 온 지 400주년이다. 그때를 잘 부탁한다”라는 말이었다.
고인은 ‘조선의 불씨’를 가고시마현 미야마에 가져왔다. 1998년 남원에서 채취한 불씨를 가져와 일본의 흙과 기술로 도기를 빚었다. 그때 가져온 불씨는 지금도 미야마에서 이어지고 있다.
또 하나는 귀향 전시회였다. 단 한 번도 가고시마를 벗어난 적이 없던 수장고의 도자기들은 1998년 7월 동아일보 일민미술관에서 열린 첫 해외 전시회에서 소개됐다. 당시 ‘400년 만의 귀향―일본 속에 꽃피운 심수관가(家) 도예전’은 약 5주간 이어졌고, 5만여 명이 관람하며 성황을 이뤘다.

그는 1970년 오사카만국박람회 등 국내외 전시회에 출품하고, 도자기를 소개하는 저서 등을 통해 사쓰마야키 보급에 힘을 쏟았다. 1998년 가고시마현에서 열린 ‘사쓰마야키 400년전’에서 실행위원회 멤버로 기획에 참여하기도 했다.— 2019년 6월 17일 동아일보 - ‘조선의 불씨’ 가져와 日도자기로…

16세기 말 일본에 끌려간 조선 도공의 후예로 일본 도자기의 대명사인 사쓰마도기(薩摩焼)를 이어온 일본 도예가 14대 심수관(沈壽官)씨가 16일 폐암으로 별세했다. 향년 92세.
심수관가는 1598년 정유재란 때 전북 남원에서 일본으로 끌려간 조선 도공인 심당길(沈當吉)과 그 후손들이 규슈(九州) 남쪽 가고시마( 兒島)현 미야마(美山)에 정착해 일군 도자기 명가다. 당시 사쓰마번(현 가고시마현)으로 끌려온 조선 도공들은 번주였던 시마즈 요시히로(島津義弘)로부터 사족(士族ㆍ사무라이) 대접을 받으면서 조선 백자를 재현해 냈다.
심당길은 조선식 가마를 고집하면서 함께 끌려간 도공 박평의(朴平意)와 함께 ‘불만 일본 것이고 나머지는 조선의 솜씨’라는 뜻의 ‘히바카리(火計り) 다완’을 제작했다. 이들이 구워낸 도자기는 정착한 사쓰마번의 이름을 따 사쓰마도기로 불린다. 사쓰마도기는 심당길의 후손 12대 심수관이 1873년 오스트리아 만국박람회에 출품한 대형 도자기가 정교한 기술과 색감으로 예술성을 인정받으면서 국제적으로 이름을 알리기 시작했다.
1868년 메이지(明治)유신과 1910년 일제의 조선 강제병합 이후 많은 조선 도공의 후손들이 일본 성(姓)으로 바꿨으나 심수관 가문은 조선에 뿌리를 둔 ‘청송 심씨’를 424년째 계승하면서 활동해 왔다. 특히 가업을 빛낸 12대 심수관의 업적을 기려 전대의 이름을 그대로 따르는 습명(襲名) 관습에 따라 본명 대신 심수관이란 이름을 사용하고 있다. 고인인 14대 심수관의 본명은 오사코 게이사치(大迫惠吉)로, 1964년 14대 심수관이 돼 심수관가를 이끌어 왔다. 1999년부터는 장남 가즈데루(一輝) 씨가 15대 심수관을 맡고 있다.
고인은 사쓰마도기를 통해 한일 문화교류에도 기여했다. 1989년 한국 정부로부터 명예총영사로 임명됐고 1999년 은관문화훈장을 수여받았으며 2008년에는 남원 명예시민이 됐다. 또 2004년 가고시마현 이부스키(指宿)에서 열린 한일 정상회담이 열렸을 당시 노무현 대통령이 심수관요(窯)를 방문했고, 고인이 직접 사쓰마도기의 유래와 특징을 설명했다.

한국에선 1998년 심당길이 일본에 끌려간 지 400년 되는 해를 기념해 전북 남원에서 ‘심수관 400년 귀향제’가 열렸고, 서울에선 14대 심수관 작품을 중심으로 한 전시회가 개최됐다. 일본에서도 심수관가는 시바 료타로(司馬遼太郞)가 고인을 주인공으로 해서 발표한 단편소설 ‘고향을 어찌 잊으리’를 통해 널리 알려져 있다.— 2019년 6월 17일 한국일보 - 한일 문화교류 기여한 ‘조선 도공 후예’ 하늘로…

### 15대 심수관
1999년 장남 가즈데루(一輝, 한국이름 : 심일휘) 씨가 15대 심수관(심수관 4세)을 습명(襲名 : 선대의 이름을 계승)했다.
2011년 대한민국 전라북도 남원시 명예 시민이 되었다.
2021년 문재인 대통령 때, 아버지 14대 심수관에 이어 대한민국 명예 총영사에 임명되었다.
2022년 5월 10일 윤석열 대통령 취임식에 초청되어 만찬에서 윤석열 대통령을 만났고, 7월 9일 문화재청 초청 방한 때 김포에 있는 청송 심씨 선조들의 묘소를 참배하겠다고 약속했다.
2022년 7월 9일 1598년 정유재란 때 일본 사쓰마 번주(영주) 시마즈 요시히로에 의해 조선 남원성에서 일본 사쓰마번(규슈 가고시마현)으로 끌려간지 424년만에 김포 청송 심씨 선조의 묘소에 전격 참배했다.

## 평가
임진왜란·정유재란의 7년전쟁에서 끌려간 조선인은 5만~10만명에 달한다. 이 중에는 도공, 석공, 목공, 인쇄공, 제지공 등 기술자나 기능인이 유독 많다. 임진왜란은 ‘도자기 전쟁’이라고도 했다. 도공은 일본군의 표적이었다. 도요토미 히데요시가 조선인 도공을 납치하라고 직접 지시했다는 이야기가 전할 정도다. 일본이 ‘조선 도공 모시기’에 열을 올린 것은 당시 일본에 다도가 유행하면서 질 좋은 다기와 다완이 필요했기 때문이다(구태훈, ‘일본에서 꽃핀 조선의 도자기 문화’).
피랍된 조선 도공 가운데 널리 알려진 이는 이삼평(李參平)이다. 1598년 사가현으로 끌려간 이삼평은 아리타(有田)의 이즈미야마(泉山)에서 백토(고령토)를 발견한 뒤, 그곳에서 조선식 자기를 제작했다. 일본이 자랑하는 ‘히젠 도자기’의 시작이다. 이후 끌려간 조선 도공들이 몰려들면서 아리타는 일본 도자기의 본산지가 됐다. 이삼평은 ‘일본의 도조(陶祖)’로 추앙받고 있다. 아리타에는 이삼평기념비와 ‘도공의 신’ 이삼평을 모신 이시바 신사가 있다.
심수관(沈壽官) 역시 일본 내 대표적 ‘조선 도공’이다. 정유재란 때 납치된 심수관 가문의 시조 심당길은 일본 가고시마에 터를 잡고 도자기를 제작했다. 3대 심도길에 이르러서는 지역 도자기 제작 책임을 맡을 만큼 기술을 인정받았다. 6대, 7대, 8대는 모두 사쓰마번 도공의 최고 지위에 올랐다. 12대 심수관에 이르러 개인 가마 ‘심수관요’를 제작해 ‘사쓰마 도자기’를 탄생시켰다. ‘심수관’이 국제적 명성을 얻으면서 13대부터는 본명 대신 선대 이름을 이어쓰고 있다. 13대 심수관은 가고시마현 무형문화재로 지정됐다. 한때 명맥이 끊겼던 이삼평 가문에 비해 심수관 가문은 400년 이상 한 세대도 끊어지지 않고 도자기를 빚고 있는 ‘조선 도공의 명가’다.

16일 14대 심수관씨가 92세를 일기로 별세했다. 선대의 전통을 계승하면서 투조, 유리세공 등의 새로운 기법을 시도한 심씨는 도공으로서는 드물게 대한민국 총영사로도 일했다. 400년 전 조선의 도예로 일본 한류를 열었던 심수관가는 이제 한·일 문화교류의 상징이다. 선대 도공의 맥을 잇고 있는 15대 심수관씨의 더 큰 활약이 기대된다.— 2019년 6월 17일 경향신문 - 조선도공 후예 심수관

1598년 12월, 시마즈요시히로에 의해 남원 등지에서 심당길과 박평의를 비롯하여 40여인이 피랍되어 가고시마현 구시기노시마하라(串木野島平)에 상륙하였다. 이 가운데는 심당길(沈當吉)은 청송 심씨로 남원근교에서 피랍된 것으로 알려져 있다. 일족은 1603년 구시기노(串木野)로부터 현재의 히오키군 히가시 이치키죠 미야마(日置郡 東市 來町 美山) 나에시로가(苗代川)에 이주하여 나에시로가와(苗代川燒)를 열었다. 그로부터 18년 후 심당길은 박평의와 함께 도자기의 원료인 백토(白土)를 발굴하여 오늘날의 사쓰마도기를 개창하였다. 사쓰마번주는 이들을 사무라이급(士班)으로 예우를 하였으며, 이들이 구워낸 도자기에 사쓰마의 번명(藩名)을 붙여 사쓰마도기(薩摩燒)라고 명명하였다. 그 후 명치유신에 이르기까지 대를 이어가면서, 조선도자기의 흐름과 기예를 계승·발전시켜 나갔다.
1873년 제12대 심수관은 오스트리아만국박람회에 대화병 한쌍을 출품하여 서구세계에 사쓰마도기의 수출이 시작되어 ‘사쓰마웨어’라는 이름은 일본도자기의 대명사가 될만큼 유명해졌다.
제14대 심수관은 작가 시바료타로(司馬遠太郞)가 쓴 『고향을 잊을 수가 없소이다』의 주인공으로 널리 알려졌으며, 1988년 일본인으로는 처음으로 대한민국명예총영사로 임명되었다.

현재 15대 심수관이 대를 이어 가업을 계승하고 있다.— 심수관 [沈壽官] (한국민족문화대백과, 한국학중앙연구원)

고향이, 고향이 그립소이다….”
1598년 정유재란으로 일본에 끌려간 조선인 도공들은 살기 좋은 성내로 옮길 것이 허락되자 이런 말로 거절했다. 이들이 정착한 규슈 나에시로가와(현 미야마)는 언덕 너머로 한반도를 향한 바다가 펼쳐져 있었다. 70여 명이 대대손손 한복을 입고 모국어를 사용하며 살았다. 당대의 지식인이자 작가인 시바 료타로가 소설 ‘고향을 어찌 잊으리’(1964년)에서 이런 모습을 그려냈다. 16일 향년 93세로 별세한 심수관 옹은 이때 정착한 심당길의 14대손이다.
▷2년 전 찾아본 그는 가업을 15대에게 물려주고 애견과 함께 한가롭게 집과 요(窯)를 오갔다. 명문대를 나온 그도, 아버지 13대도, 또 그 아버지인 12대도 궁극의 목표는 가업 계승이었다. 혈기왕성한 소년 시절 14대가 “사관학교에 가겠다”고 하자 13대는 마당의 나무들을 가리켰다. “저들은 스스로 원해 여기 심겨 있는 건 아니다. 하지만 심긴 자리에서 최선을 다해 목숨이 다할 때까지 노력한다. 우리도 저 나무와 같다.” 14대는 1998년 동아일보 일민미술관에서 심수관가(家) ‘400년 만의 귀향전’을 열었고 고향인 전북 남원에서 불씨를 채취해 미야마에 옮겼다. 아버지 13대의 유언을 34년 만에 이뤄낸 거였다.
▷조선의 도예가 일본에서 꽃핀 이유로 14대는 ‘다도(茶道)’의 존재를 들었다. 조선의 다완은 일본의 성(城) 하나와 바꿀 정도로 귀하게 여겨졌다. 임진왜란이 ‘도자기 전쟁’이라 불린 이유다. 조선이 천시했던 도공들을 일본은 사족(사무라이)으로 대우했고 이 장인들이 빚어낸 도예품은 서구사회에 일본 문화를 알리며 팔려나갔다. 이렇게 이뤄진 일본 근대화와 부의 축적이 제국주의로 이어진 것은 역사의 아이러니다.
▷그가 1965년 첫 방한 때 서울대에서 한 강연 얘기가 새롭다. 당시 대학은 한일 수교 반대운동으로 들끓었다. 계란 맞을 각오로 말했다. “당신들이 36년의 한을 말한다면 나는 360년의 한을 말해야 한다. 하지만 그렇게 해서는 미래로 나아갈 수 없는 것 아닌가.” 강연장은 일순 고요해졌고 곧이어 눈물바다가 됐다고 한다. 그로부터 다시 50여 년, 과거사에 대해 우리는 얼마나 더 쿨해져 있을까.

▷2년 전, 그는 말끝마다 “다시 한국에 가보고 싶다”며 눈을 가늘게 뜨다가도 “나이 때문에 어려울 것”이라며 고개를 저었다. 특히 가을에서 겨울로 넘어가는 청명한 날씨를 그리워했다. 지금쯤 ‘천 개의 바람’처럼 자유로워진 그의 혼백이 바다 건너 고향땅을 돌아보고 있기를 빌어본다.— 2019년 6월 19일 동아일보 - 심수관의 恨

## 같이 보기
- 다마야마 신사(단군신사, 일명 : 옥산궁)
- 도고 시게노리